# Ermida de São Gonçalo de Amarante

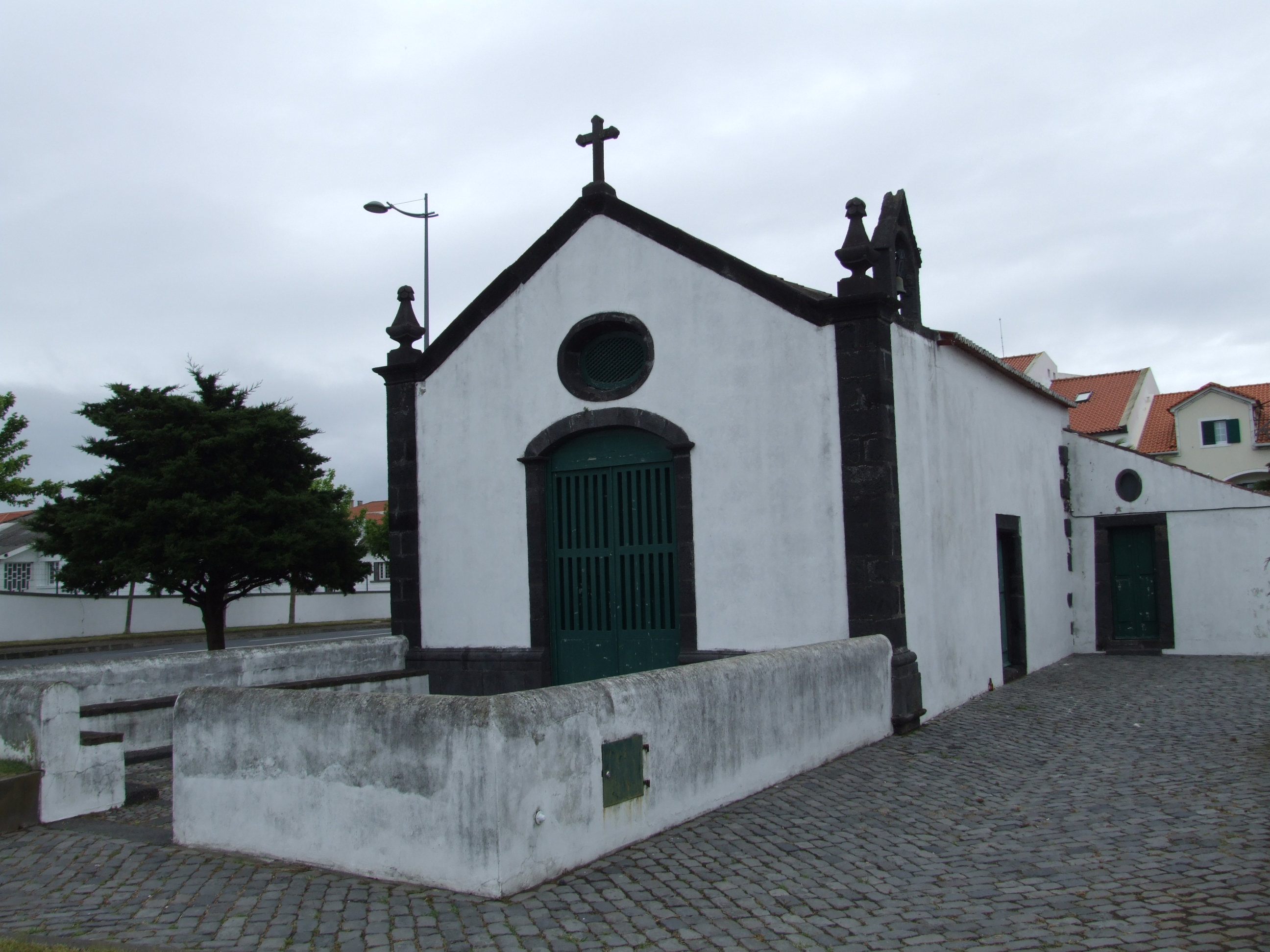
Ermida de São Gonçalo de Amarante, Ponta Delgada.

A Ermida de São Gonçalo de Amarante localiza-se no concelho de Ponta Delgada, na ilha de São Miguel, nos Açores.

## História
Foi edificada por iniciativa dos pais do padre frei Manuel Roiz (Rodrigues) Pereira, de acordo com o testamento deste, feito na Ribeira Grande em 15 de janeiro de 1565. Segundo essa fonte, aquele religioso teria legado o oratório de São Gonçalo à Misericórdia de Ponta Delgada, que do mesmo tomou posse no dia 30 daquele mês e ano, com a condição de serem celebradas determinadas missas por sua alma e por alma de sua irmã, Isabel Pereira, quando esta falecesse. Desta forma, a Misericórdia de Ponta Delgada passou a ser o padroeiro do Oratório, tendo-o nessa qualidade aberto e encerrado, conforme se lê no respectivo auto de posse.
Em Outubro de 1580, a referida Isabel Pereira poria uma demanda à Santa Casa de Misericórdia de Ponta Delgada, no sentido de passar a administrar a ermida e os legados de seus pais e irmão. A demanda foi encerrada com uma concordata pela qual a Santa  Casa ficaria com o terreno e com a ermida, em troca de uma pensão vitalícia à autora e a sua filha, freira.
No ano de 1611-1612 foram pagos aos padres de São Pedro 4.500 reis "da capela e missa cantada de vésperas", que se dizia em São Gonçalo por alma de frei Manuel.